# Зирка (Миргородский район)
Зирка (укр. Зірка) — село,
Камышнянский поселковый совет,
Миргородский район,
Полтавская область,
Украина.
Население по данным 1982 года составляло 40 человек.
Село ликвидировано в 1990 году.

## Географическое положение
Село Зирка находится на берегу небольшого болота, примыкает к селу Кошевое.

## История
- Село указано на трехверстовке Полтавской области. Военно-топографическая карта.1869 года как хутор Лостол[2]
- 1990 — село ликвидировано[1].